# Taliese Fuaga
Taliese Fuaga (Tacoma, 5 aprile 2002) è un giocatore di football americano statunitense che milita nel ruolo di offensive tackle per i New Orleans Saints della National Football League (NFL).

## Carriera universitaria
Al college Fuaga giocò a football a Oregon State dal 2020 al 2023. Nelle prime due stagioni disputò 14 partite come riserva. Nel 2022 disputò tutte le 13 partite come titolare, venendo inserito nella seconda formazione ideale della Pac-12 Conference. Nel 2023 fu premiato come All-American.

## Carriera professionistica

### New Orleans Saints
Fuaga era considerato uno dei migliori offensive tackle selezionabili nel Draft NFL 2024 e una scelta della prima metà del primo giro. Il 25 aprile 2024 fu chiamato come quattordicesimo assoluto dai New Orleans Saints. Debuttò come professionista partendo come titolare nella gara del primo turno vinta contro i Carolina Panthers. La sua stagione da rookie si chiuse disputando tutte le 17 partite come titolare.